# El Zuavo
El Zuavo es el tema de varios bocetos y pinturas realizadas por Vincent van Gogh en Arlés.
Van Gogh estaba entusiasmado de tener un modelo para un retrato, y pintó dos veces al soldado zuavo en junio de 1888. Van Gogh le describió como un chico, aunque está retratado como más mayor, con una cara pequeña, cuello grande y ojos intensos. Un retrato de busto, El Zuavo (media figura), fue hecho del hombre bronceado con colores brillantes, descrito por el artista como "salvaje combinación de tonos incongruentes". El exótico uniforme zuavo constaba de chaquetilla azul con trenzados rojo anaranjados y bordados amarillos en el pecho, ancha faja azul, una gorra roja con borla y pantalones bombachos del mismo color, todo colocado contra un fondo con una puerta verde y pared de ladrillos naranjas.

Van Gogh no estaba contento con la pintura y la describió como "fea y poco exitosa", pero pensó que el reto podría expandir su gama artística. Hizo un dibujo posterior a la acuarela, con el que tampoco estaba particularmente complacido, y una pintura, El Zuavo, del soldado de cuerpo entero sentado ante una pared blanca.

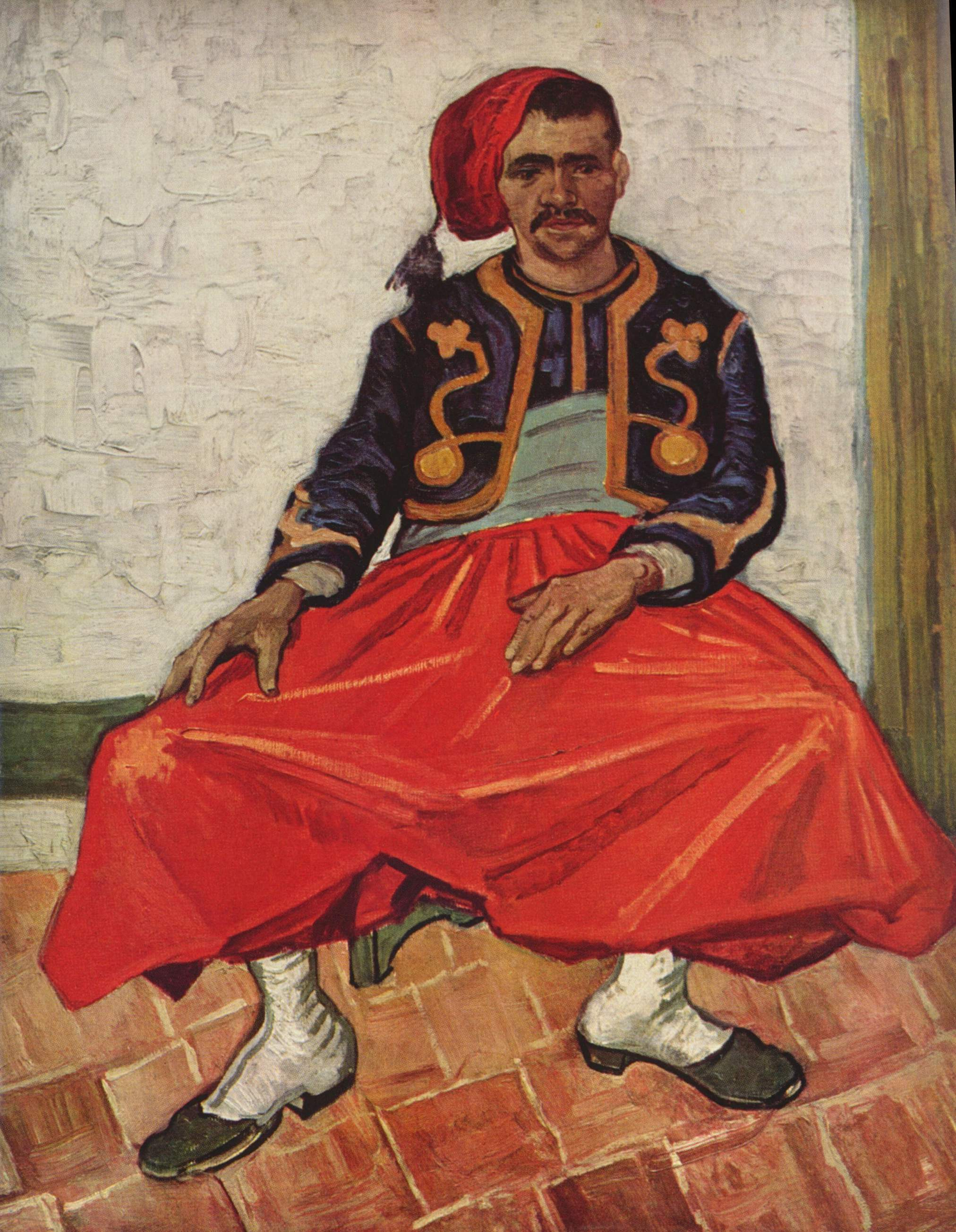
El Zuavo, junio de 1888, colección Privada (F424)
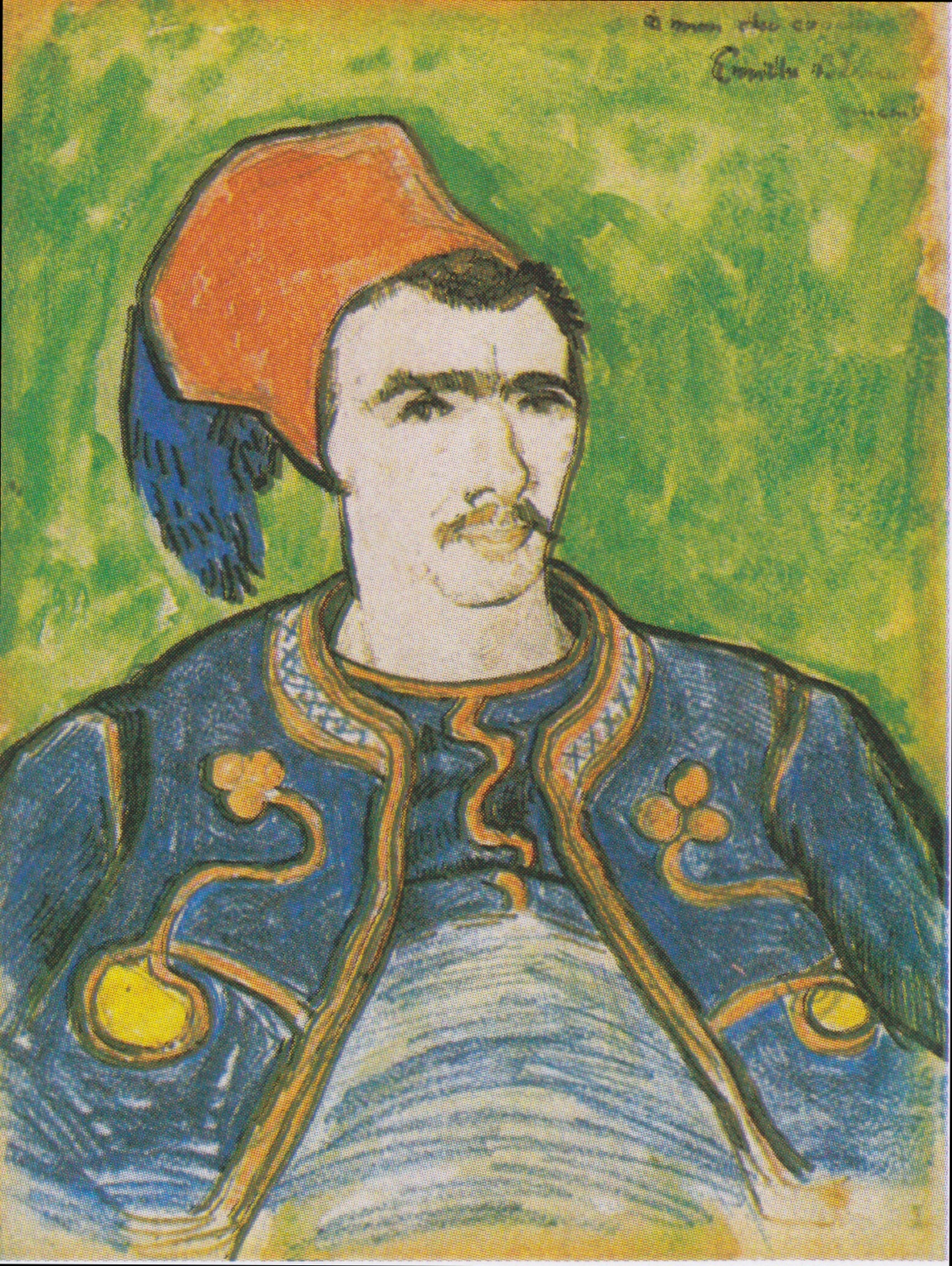
El Zuavo, acuarela, 1888, Metropolitan Museum of Art, Nueva York (F1482)